# ジョン・セイルズ
ジョン・セイルズ（John Sayles,1950年9月28日 - ）はアメリカ合衆国出身の映画監督、脚本家、俳優、小説家、エッセイスト。
1990年代初頭のインディペンデント映画運動の父とも言える存在。ナンシー・サヴォカ等に影響を与えた。インディペンデント映画監督が流行の先端を行くようになった当時、セイルズは既に模範的な作品群を手掛け、脚本の添削、執筆の資金や奨学金等を個人プロジェクトに投じ、彼が追求した芸術的自由を体現、その集大成として傑出した犯罪スリラー『ローン・スター』（1996年）が誕生した。

## 来歴
ニューヨーク州のスケネクタディ生まれ。共にアイルランド系の、教師のメアリーと学校管理者のドナルド・ジョン・セイルズの息子として生まれる。1972年にウィリアムズ大学卒業（心理学学士号取得）、様々な職業につきながら作家を目指し、1975年に短編『I-80 Nebraska, M.490-M.205』でオー・ヘンリー賞を受賞。
一方、のちに自身で映画化するブラックソックス事件を扱った『エイトメン・アウト』の脚本を執筆し、その売り込みをしていたことが切っ掛けで、ロジャー・コーマンの元で脚本を書き始め、『ピラニア』（1978年）、『ハウリング』（1981年）、『アリゲーター』（1980年）などのB級ホラーの脚本を手がけた。
その脚本料を元手にして、1980年に初の監督作品『セコーカス・セブン』を自主制作。1984年の『ブラザー・フロム・アナザー・プラネット』が評価され、同年に『ストレンジャー・ザン・パラダイス』を発表したジム・ジャームッシュともに、「ニューヨーク・インディーズ派」の監督として並び称される。
以降も監督作品を多数発表。
また俳優としても、日本映画『ウンタマギルー』（1989年）などに出演している。
セイルズと俳優デヴィッド・ストラザーンは大学時代からの友人で、ストラザーンは『セコーカス・セブン』以来、多くのセイルズ作品に出演している。

## 主な監督作品
- セコーカス・セブン Return of the Secaucus 7  (1980)
- ベイビー・イッツ・ユー Baby It's You  (1983)
- リアンナ Lianna (1983)
- ブラザー・フロム・アナザー・プラネット The Brother from Another Planet  (1984)
- メイトワン 1920　Matewan  (1987)
- エイトメン・アウト Eight Men Out  (1988)
- 希望の街 City of Hope  (1991)
- パッション・フィッシュ Passion Fish  (1992)
- フィオナの海 The Secret of Roan Inish  (1994)
- サンシャイン・ステイト Sunshine State  (2002)
- カーサ・エスペランサ 〜赤ちゃんたちの家〜 Casa de los babys  (2003)

## 翻訳された小説
- 世界は何回も消滅する 同時代のアメリカ小説傑作集 青山南編訳 筑摩書房, 1990.6  
  - 短編「アナーキスト大会」が収録 ISBN 978-4480831026
- ビンボーズの誇り 筑摩書房, 1993.5 ISBN 978-4480831385
- ベスト・アメリカン・ミステリアイデンティティ・クラブ  早川書房, 2006.12
  - 短編「停泊」を収録。ISBN 978-4150017941